# توخریکه
توخریکه (به لاتین: Tuchořice) یک سکونتگاه مسکونی در جمهوری چک است که در Louny District واقع شده‌است.

## خصوصیات
توخریکه ۲۳٫۱۷ کیلومترمربع مساحت و ۶۹۹ نفر جمعیت دارد و ۳۰۱ متر بالاتر از سطح دریا واقع شده‌است.